# Portland Timbers 2
Portland Timbers 2 foi um clube de futebol da cidade de  Portland, Oregon. A equipe é uma subdivisão do Portland Timbers.

## História
A equipe foi anunciada no dia no dia 14 de outubro de 2014. A primeira temporada do time foi a temporada de 2015. Em sua primeira temporada ficou em oitavo lugar da Conferência Oeste. No ano de 2016 a equipe ficou em nono lugar.